# Gare de Bourth
La gare de Bourth est une gare ferroviaire française fermée de la ligne de Saint-Cyr à Surdon, située sur le territoire de la commune de Bourth, dans le département de l'Eure, en région Normandie.
Elle n'est plus desservie depuis le 4 juillet 2016.

## Situation ferroviaire
Établie à 199 mètres d'altitude, la halte de Bourth est située au point kilométrique (PK) 126,742 de la ligne de Saint-Cyr à Surdon, entre les gares ouvertes de Verneuil-sur-Avre et de L'Aigle. En direction de L'Aigle, se trouve la gare fermée de Saint-Martin-d'Écublei.

## Histoire
Elle est mise en service le 1er octobre 1866, avec l'ouverture de la ligne entre la gare de Dreux et la gare de L'Aigle.
En 2015, la SNCF estime la fréquentation annuelle à 385 voyageurs ; elle s'élève à 469 voyageurs en 2016. La desserte de cette halte, réalisée sur la ligne commerciale Paris – Dreux – Argentan – Granville, a pris fin avec la mise en place de l'horaire d'été le 4 juillet 2016.